# Marie-Anne Perrache
Pour les articles homonymes, voir Perrache.
Marie-Anne Perrache, née le 18 avril 1740 à Lyon, morte dans la même ville après 1782, est une peintre de portraits française.

## Biographie
Marie-Anne Perrache est la fille du sculpteur lyonnais Michel Perrache et de Louise Pierre, elle-même issue d’une famille d’orfèvres.
Elle est également la sœur d'Antoine Michel Perrache, sculpteur et ingénieur français, à l’origine du quartier Perrache à Lyon. 
La famille Perrache est installée à Lyon depuis 1672, date de l'union d’Étienne Perrache avec Élisabeth Sibert, les grands-parents de Marie-Anne. 
Marie-Anne et son frère Antoine-Michel sont les seuls membres de la fratrie Perrache, comptant dix-sept frères et sœurs, à ne pas être entrés en religion. 
À l'instar de son père et de son frère Antoine-Michel, Marie-Anne Perrache évolue dans le domaine artistique et notamment dans la peinture de portraits. Ainsi, elle aurait été l’élève des peintres français, Jean-Baptiste Greuze  et de Louis-Jean-François Lagrenée, sans que cela ne soit néanmoins confirmé.
Au décès de son frère, le 12 octobre 1779, Marie-Anne Perrache lui succède à la direction de la Compagnie Perrache ou Entreprise des travaux du Midi, fondée en 1771. Cette société gérait les grands travaux visant à repousser le confluent du Rhône et de la Saône, créant ainsi un nouveau quartier, grâce aux terrains gagnés sur les eaux, auquel la famille Perrache laissa son nom. Le projet étant particulièrement onéreux, l’entreprise sera couverte de dettes, malgré les efforts de Marie-Anne Perrache pour remettre la Compagnie à flot.
Épuisée et devant l’accumulation des difficultés financières, elle se départ de ses droits le 23 avril 1782, en laissant la totalité de ses biens à la Compagnie, qui s’engage à n’entreprendre aucune poursuite contre elle, pour règlement de dettes mais aussi à lui verser une rente annuelle et perpétuelle de 3000 livres. À cette occasion, un état de ses biens est établi, comprenant l’inventaire de l’hôtel Perrache (AML, 49 II 11), où loge l’artiste. 
Lors de la rédaction de son testament, à Lyon le 10 mai 1780, elle lègue à son cousin Jean Villette (sculpteur), ses dessins, gravures et outils. La date du décès de Marie-Anne Perrache est inconnue, bien qu’il soit certain qu’il eût lieu après 1782, à Lyon.

## Œuvre

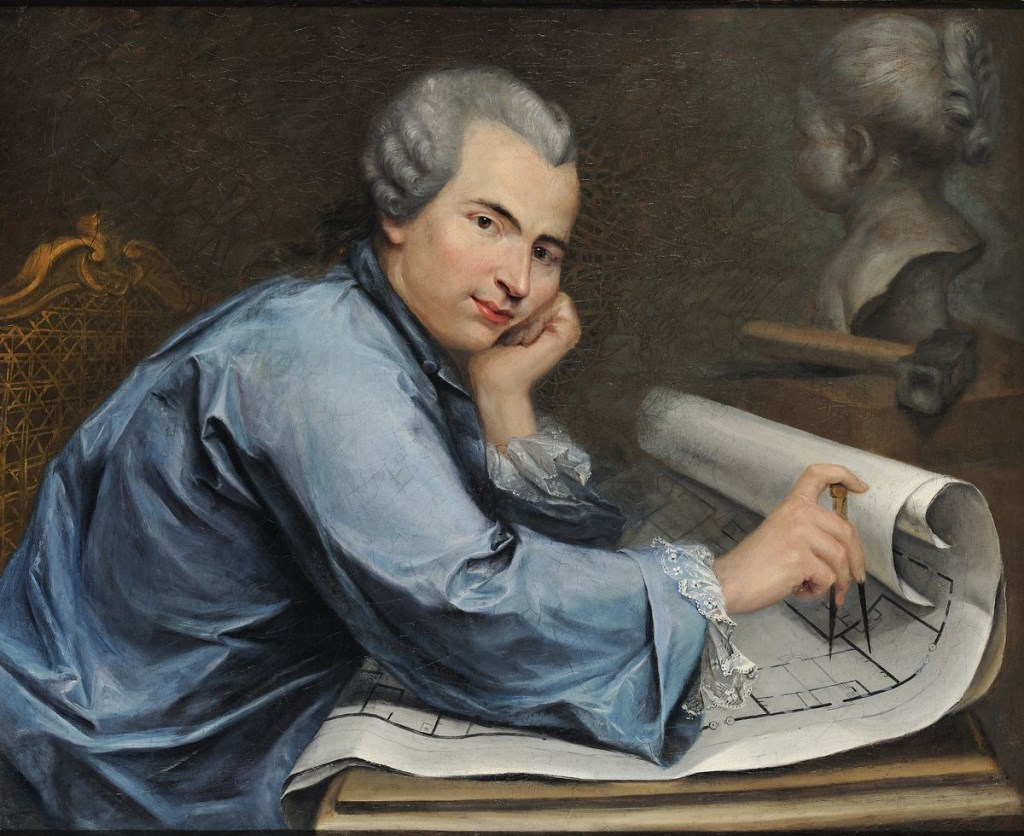
Portrait d'Antoine Michel Perrache, par Marie-Anne Perrache.

On ne connait de l'œuvre de Marie-Anne Perrache qu’un portrait de son frère, Antoine-Michel Perrache, peint vers 1770-1775, actuellement conservé au musée Gadagne, à Lyon, (inventaire 47.293). 
Le sculpteur et ingénieur y est figuré en habit de soie bleue, accoudé sur des plans de Lyon et le compas à la main. Tout en ayant le regard fixé sur le spectateur, il réfléchit au projet d’agrandissement de la ville. Au second plan, à droite, se trouve le buste représentant sa sœur Marie-Anne, qui aurait été véritablement réalisé par le sculpteur, entre 1745 et 1747.
L’œuvre de Marie-Anne Perrache a presque entièrement disparu aujourd’hui. Toutefois, l’inventaire de ses biens (AML 49 II 11), réalisé à l'occasion de son retrait de la Compagnie Perrache, tend à prouver l’existence d’autres toiles. Aussi, on y relève notamment « cinq tableaux peints par Mlle Perrache » dans la salle à manger ; « un tableau » et « deux dessus de porte, peints par Mlle Perrache » dans un petit salon ; des « tableaux peints par Mlle Perrache » dans un salon au premier étage, dont « le portrait de Mr. Perrache peint par Mlle ». D’autres tableaux et dessins de Marie-Anne sont également cités.
Par ailleurs, une toile issue d’une grande collection parisienne et figurant la Sainte Famille, pourrait être attribuée à l’artiste, puisqu’elle est signée et datée « Peint par Moy […] Perache 1757 ». Cependant, cela n’est pas confirmé, l’attribution de la toile reste incertaine.

## Archives
- Registres paroissiaux et d’état civil – Saint-Nizier Baptême : 01701/1740-31/12/1740 – 1GG87 – Archives municipales de Lyon.